# Jone Samuelsen
Jone Samuelsen (ur. 6 lipca 1984 w Stavanger) – norweski piłkarz występujący na pozycji pomocnika. Zawodnik klubu Odds BK.

## Kariera klubowa
Samuelsen karierę rozpoczynał w sezonie 2002 w drugoligowym zespole FK Haugesund. Spędził tam dwa sezony, a potem przeniósł się do pierwszoligowego Vikinga. W sezonie 2005 przebywał na wypożyczeniu w drugoligowym Skeid Fotball. Następnie wrócił do Vikinga, a w sezonie 2007 zajął z nim 3. miejsce w lidze norweskiej.
W 2010 roku Samuelsen został graczem innego pierwszoligowego zespołu, Odds BK. Zadebiutował tam 14 marca 2010 w przegranym 2:3 ligowym meczu ze Stabæk IF. Przed sezonem 2013 Odds BK zmienił nazwę na Odds BK. W sezonie 2014 Samuelsen zajął z nim 3. miejsce w lidze, a także dotarł do finału Pucharu Norwegii.

## Kariera reprezentacyjna
W reprezentacji Norwegii Samuelsen zadebiutował 27 maja 2014 w przegranym 0:4 towarzyskim meczu z Francją.